# Andrew Downing

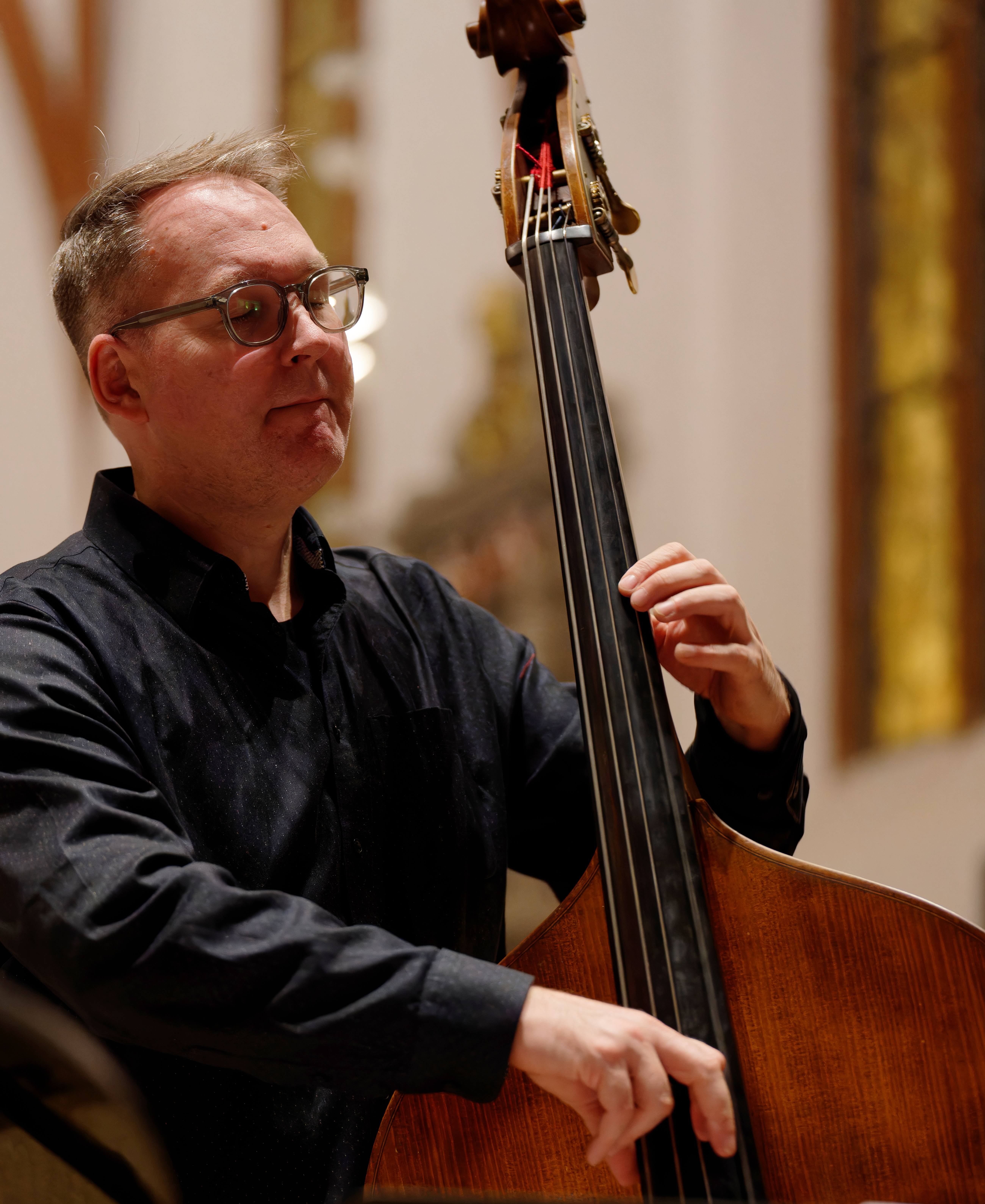
Andrew Downing mit dem Florian Höfner Trio in der Stadtkirche Darmstadt am 1. Dezember 2023

Andrew Downing (* 1973 in London (Ontario)) ist ein kanadischer Jazzmusiker (Kontrabass, Cello, Komposition). 

## Wirken
Downing wurde von Jack Winn, Dave Young, Don Thompson, Shauna Rolston und Joel Quarrington unterrichtet. Er schloss 1996 seinen Bachelor in Musik an der University of Toronto ab und absolvierte dort auch seinen Master in Musik (beides im Bereich Jazz). Er spielt hauptsächlich in der Creative Jazzszene Kanadas, interpretiert aber auch klassische Kammermusik, improvisierte Musik, Folk, Rootsmusik sowie Weltmusik. Sein Bass ist in Quinten gestimmt, eine Oktave tiefer als ein Cello.
Zu seinen eigenen Projekten gehört Otterville, ein Ensemble aus Cello, Altsaxophon, Lap-Steel-Gitarre, Vibraphon, Bass und Schlagzeug, das 2016 seine erste Aufnahme veröffentlichte, die für einen Juno Award nominiert wurde. Mit dem Istanbuler Oudspieler Güç Başar Gülle interpretierte er klassische osmanische Musik auf dem Album Anahtar. Für das Multi-Media-Projekt Easterween mit dem Songwriter John Southworth und dem visuellen Künstler Yesim Tosuner arrangierte er die Songs. Er leitet auch ein Kammer-Jazz-Ensemble Melodeon, das Musik zu Stummfilmklassikern wie Das Cabinet des Dr. Caligari aufführt. Seit 2003 gehört er zu den Lina Allemano Four, mit denen diverse Alben entstanden, wie Vegetables und Pipe Dream. Er ist weiterhin Mitglied im Nick Fraser Quartet und gehörte zur Flying Bulgar Klezmer Band. Er ist weiterhin auf Alben mit Bernardo Padron, Michael und David Occhipinti, Loreena McKennitt, Ruth Moody, William Parker, Karl Jannuska, Veryan Weston und Florian Höfner zu hören.
Als Komponist hat Andrew Werke für die Nordic-Folk-Gruppe Ensemble Polaris, die Banjospielerin Jayme Stone, den Vancouver Bach Choir, das Ensemble Meduse, Toca Loca und die Prince George Symphony geschrieben. Außerdem hat er Arrangements für Patricia O’Callaghan, das Gryphon Trio, das Annex Quartet und das Art of Time Ensemble geschrieben.
Andrew unterrichtet derzeit Kontrabass, Komposition und Improvisation an der Universität von Toronto und hat an der Wilfrid Laurier University, dem Banff Centre’s Jazz Workshop und dem Creative Music Workshop in Halifax unterrichtet.

## Diskographische Hinweise
- Andrew Downing & Otterville: Lovesome (2021), mit Michael Davidson, Tara Davidson, Christine Bougie, Paul Mathew, Nick Fraser

## Preise und Auszeichnungen
Andrew wurde mit zwei Juno Awards ausgezeichnet, einen für seine eigene Aufnahme Blow the House Down mit seiner früheren Gruppe Great Uncles of the Revolution und einen mit der in Vancouver ansässigen Gruppe Zubot and Dawson. Er hat außerdem zwei West Coast Music Awards und einen Socan Award gewonnen und erhielt den Grand Prix de Jazz des Montreal Jazz Festivals.